# World Series of Poker 1996
Le World Series of Poker 1996 furono la ventisettesima edizione della manifestazione. Si tennero dal 22 aprile al 18 maggio presso il casinò Binion's Horseshoe di Las Vegas.
Il vincitore del Main Event fu Huck Seed.

## Eventi preliminari
| Evento                                      | Vincitore        | Premio   | Ultimo giocatore eliminato |
| ------------------------------------------- | ---------------- | -------- | -------------------------- |
| $1.500 Poker cinese                         | Gregory Grivas   | $37.200  | Charles Burris             |
| $2.000 Limit Hold'em                        | David Chiu       | $396.000 | Jaan Shu                   |
| $1.500 seven card stud                      | Gary Benson      | $148.200 | Billy Cohen                |
| $1.500 Limit Omaha                          | Dudy Roach       | $102.600 | Mến Nguyễn                 |
| $1.500 seven card stud Split                | John Cernuto     | $147.000 | Lonnie Heimowitz           |
| $1.500 Seven Card Razz                      | Randy Holland    | $87.000  | Joe Aurelio                |
| $1.500 Omaha 8 or better                    | Adeeb Harb       | $155.815 | Noli Francisco             |
| $1.500 No Limit Hold'em                     | John Morgan      | $227.815 | George Githens             |
| $1.500 Pot Limit Omaha                      | Jim Huntley      | $168.600 | Phil Mazzella              |
| $1.500 Pot Limit Hold'em                    | Al Krux          | $156.375 | Gerardo Crespi             |
| $5.000 Deuce to Seven Draw                  | Kassem Deeb      | $146.250 | Mickey Appleman            |
| $2.500 seven card stud Split                | Frank Thompson   | $94.000  | Ted Forrest                |
| $2.500 Omaha 8 or better                    | Mến Nguyễn       | $110.000 | Mattias Rochnacher         |
| $5.000 Poker cinese                         | Jim Feldhouse    | $50.000  | Eli Balas                  |
| $1.500 Ace to Five Draw                     | Hans "Tuna" Lund | $71.400  | John Henson                |
| $3.000 Limit Hold'em                        | Donny Kerr       | $200.400 | Michael Halford            |
| $2.500 seven card stud                      | Marty Sigel      | $144.000 | Annie Duke                 |
| $2.500 Pot Limit Omaha                      | Sam Farha        | $145.000 | Brent Carter               |
| $2.500 Pot Limit Hold'em                    | Barbara Enright  | $180.000 | Stan Goldstein             |
| $5.000 seven card stud                      | Henry Orenstein  | $130.000 | Humberto Brenes            |
| $2.500 No Limit Hold'em                     | Mel Weiner       | $250.315 | John Spadavecchia          |
| $5.000 Limit Hold'em                        | Tony Ma          | $236.000 | John Bonetti               |
| $1.000 seven card stud riservato alle donne | Susie Isaacs     | $42.000  | Nikki Harris               |

## Main Event
I partecipanti al Main Event furono 295. Ciascuno di essi pagò un buy-in di 10.000 dollari.

### Tavolo finale
| Piazzamento | Nome           | Premio     |
| ----------- | -------------- | ---------- |
| 1°          | Huck Seed      | $1.000.000 |
| 2°          | Bruce Van Horn | $585.000   |
| 3°          | John Bonetti   | $341.250   |
| 4°          | Mến Nguyễn     | $195.000   |
| 5°          | An Tran        | $128.700   |
| 6°          | Andre Boyer    | $97.500    |